# Estadi Raimundo Sampaio
L'Estadi Raimundo Sampaio, també conegut com Arena Independência, és un estadi de futbol de la ciutat de Belo Horizonte, capital de l'estat de Minas Gerais del Brasil. Té una capacitat de 23.018 espectadors.
Va ser inaugurat l'any 1950 amb motiu de la Copa del Món de Futbol de 1950.
Havia estat l'estadi del club Sete de Setembro Futebol Clube. Per aquest motiu fou conegut com Estadi Sete de Setembro o Estadi Independència, doncs els set de setembre fou la independència del Brasil. Després fou propietat de l'América Futebol Clube.